# Municipio de West Doniphan
El municipio de West Doniphan (en inglés: West Doniphan Township) es un municipio ubicado en el condado de Ripley en el estado estadounidense de Misuri. En el año 2010 tenía una población de 681 habitantes y una densidad poblacional de 29,88 personas por km².

## Geografía
El municipio de West Doniphan se encuentra ubicado en las coordenadas 36°35′35″N 90°53′00″O / 36.59306, -90.88333. Según la Oficina del Censo de los Estados Unidos, el municipio tiene una superficie total de 22.79 km², de la cual 22,36 km² corresponden a tierra firme y (1,89 %) 0,43 km² es agua.

## Demografía
Según el censo de 2010, había 681 personas residiendo en el municipio de West Doniphan. La densidad de población era de 29,88 hab./km². De los 681 habitantes, el municipio de West Doniphan estaba compuesto por el 98,09 % blancos, el 1,17 % eran amerindios, el 0,15 % eran de otras razas y el 0,59 % eran de una mezcla de razas. Del total de la población el 0,73 % eran hispanos o latinos de cualquier raza.